# 布拉丁根
布拉丁根（德語：Burladingen，發音：[ˈbʊʁladɪŋən] ⓘ）是德国巴登-符腾堡州蒂宾根行政区措伦阿尔布县的城市，面积123.31平方千米，2023年12月31日人口为12,263人。